# Văleni (gmina Pădureni)
Văleni – wieś w Rumunii, w okręgu Vaslui, w gminie Pădureni. W 2011 roku liczyła 1163  mieszkańców.